# Opopaea furcula
Espèce
Opopaea furcula est une espèce d'araignées aranéomorphes de la famille des Oonopidae.

## Distribution
Cette espèce est endémique de Hainan en Chine,.

## Publication originale
- Tong & Li, 2010 : The goblin spiders of the genus Opopaea (Araneae, Oonopidae) in Hainan Island, China. Zootaxa, no 2327, p. 23-43.